# 小沽河
小沽河，故称尤水，位于中国山东省东部，是大沽河右岸支流，主源古村河发源于莱州市东南马山胡家顶东麓，东南流经庙埠河水库后，于莱州市郭家店镇七里岚村南右汇柳行河后始称“小沽河”，之后小沽河东南流入莱西市北墅水库，出库经莱西市南墅镇后，沿着平度、莱西边界南流，至莱西市店埠镇大里村南入大沽河。全长84公里，流域面积1002平方公里。途纳柴棚河、黄同河等支流。